# 大村彦太郎 (初代)
初代 大村 彦太郎（おおむら ひこたろう、寛永13年〈1636年〉 - 元禄2年1月20日〈1689年2月9日〉）は、江戸時代初期の近江商人。百貨店白木屋の創業者。

## 略歴

### 幼少期
白木屋創業者である初代大村彦太郎は、寛永13年（1636年）近江坂田郡長浜村（現滋賀県長浜市）に生れた。幼名は彦四郎、諱は可全（よしまさ）と言う。父は「大村孫右衛門（道与）」、母は長浜の材木商河崎源兵衛（定幸）の娘「辰」と言い、弟に四郎三郎がいた。父は京都で「菊屋」の名で材木商を営んでいたと伝えられている。大村家過去帳によれば、父孫右衛門は寛永17年10月30日（1640年12月13日）に没し、彦太郎は数え7歳で父を失った（別の記録では数え5歳で父死去とされている）。彦太郎と弟四郎三郎は、母辰と共に母の実家河崎家に引き取られ、母の弟河崎源兵衛（定利）に養育された。河崎源兵衛（定利）には鍋と夏と言う二人の娘がおり、後に夫々彦太郎と四郎三郎に嫁いだ。なお、母辰も寛永年代（1624年 - 1645年）に亡くなっている。また、彦太郎は一時期、父孫右衛門の妹の嫁ぎ先である三輪道祐宅にも寄寓したとされる。

### 独立（京白木屋開業）
彦太郎は良疇寺（現長浜市下坂浜）の法山和尚について学び、和尚より商人として身を立てることを勧められ、後に長浜を出る時小さな観音像が和尚より贈られたと伝えられている。河崎家で彦太郎は同家家業を手伝い、材木販売のため諸国を回るなど材木屋としての修行を行った。この頃から既に商才に長けていたとも言われている。彦太郎が数え17歳の（慶安4年-5年（1651年-1652年頃）、京「寺の内」と言う所に家を持ち、河崎家が商う白木材木を分けてもらい商売をすることとなった。河崎家からは資金・商品の支援に加えて「白木屋」の屋号も贈られた。なお、彦太郎が京に出た直後、先に京で暮らしていた叔父三輪道祐の子（沢村）自三宅に一時寄寓したと伝えられている。開店後、彦太郎は材木商「白木屋彦太郎」として諸国に材木販売で回る傍ら、綿布の行商も行った。

### 江戸白木屋出店
京都の材木店「白木屋」は傍らで木綿類や日用品の販売を行っていたところ、大いに繁盛した。江戸幕府開府と共に江戸の隆盛を聞く彦太郎は、江戸への出店を考えるようになり、江戸で人気の上方小物を商う小間物屋「白木屋」を、寛文2年8月24日（1662年10月6日）日本橋通り2丁目に出店、間口一間半のささやかな店だった。地道な仕事から商売の目処をつけて彦太郎は、寛文5年（1665年）日本橋通り1丁目に移転し、後に江戸屈指の呉服店「白木屋」の礎を固めた。新店舗では裂地類を仕入れ、寛文8年（1668年）には羽二重地を扱い始め、徐々に扱い品を増やし延宝6年（1678年）には縮緬・毛氈・紗・綾等を、翌7年（1679年）に晒木綿、天和元年（1681年）に木綿羽織地に着尺麻、貞享元年（1684年）には太物店を拡張、貞享3年（1686年）郡内縞を売り出した。商売の方法は新しい商品を扱っては売れ行きを見、資金回収をした上で新しい商品に手を出すと言う、極めて手堅い商売を行い、徐々に店は拡張していった。江戸時代白木屋に対して「白木屋は手堅い店」と言われ、大いに商売上信用に値する店と評価された。これは、「商いは 利益を取らず 正直に 良きものを売れ 末は繁盛」との商業訓を貫いたものと言える。

### 白木屋家訓
「商いは 利益を取らず 正直に 良きものを売れ 末は繁盛」は白木屋の精神を説いたものであり、彦太郎は支配人・使用人14人の署名を入れて「法を守る」「悪い事はしない」「正直に務める」と言う内容の家法を寛文10年（1670年）に定めた。後に2代彦太郎が19ヶ条の家訓に改めた。

### 初代彦太郎隠居
貞享元年（1684年）初代彦太郎は隠居し、嫡男彦太郎安全が家督を継いだ。安全の母は河崎家の鍋と伝えられ（他を母とする説もある）、江戸出店前年の寛文元年（1661年）1月15日に生まれ、貞享3年まで京都の店で仕事をしていた。このため初代彦太郎は隠居をしたと言っても、安全の江戸到着まで日本橋の店を経営していた。2代目彦太郎安全の事実上の初年度である貞享4年（1687年）には、白木屋は手元予備金だけで2万9千5百両の大店となっていた。元禄2年1月20日（1689年2月9日）、初代彦太郎は死去した。その後も白木屋は発展し、元禄10年(1697年)には日本橋本町通りの大呉服店17軒の一つに挙げられ、後に江戸の代表的な呉服問屋として江戸三大呉服店（三井越後屋、下村大丸）の一つとなり、戦後東急百貨店日本橋店となるまで続いた。